# (7199) Brianza
(7199) Brianza ist ein Asteroid des äußeren Hauptgürtels, der am 28. März 1994 von den italienischen Astronomen Marco Cavagna und Valter Giuliani am Osservatorio di Sormano (IAU-Code 587) entdeckt wurde.
Der Asteroid wurde nach der Landschaft der Brianza benannt, welche zwischen den Städten Mailand, Como und Lecco liegt. Gleichzeitig ist der Name ein Hinweis auf den 'Gruppo Astrofili Brianza', eine Vereinigung von Amateurastronomen, der die Entdecker angehören.
Der Himmelskörper ist Mitglied der Koronis-Familie, einer Gruppe von Asteroiden, die nach (158) Koronis benannt ist.